# STS-79
STS-79 foi uma missão da NASA realizada pelo ônibus espacial Atlantis, lançado em 16 de Setembro de 1996, parte do programa conjunto russo-americano Mir-ônibus espacial.

## Tripulação
| Posição                  | Astronauta       | Duração          | Pousou na |
| ------------------------ | ---------------- | ---------------- | --------- |
| Comandante               | William Readdy   | 10d 03h 18m 24s  | STS-79    |
| Piloto                   | Terrence Wilcutt | 10d 03h 18m 24s  | STS-79    |
| Especialista de missão 1 | Thomas Akers     | 10d 03h 18m 24s  | STS-79    |
| Especialista de missão 2 | Jay Apt          | 10d 03h 18m 24s  | STS-79    |
| Especialista de missão 3 | Carl Walz        | 10d 03h 18m 24s  | STS-79    |
| Especialista de missão   | John Blaha       | 128d 05h 27m 55s | STS-81    |

### Trazida da estação Mir
| Posição                | Astronauta    | Duração          | Lançada na |
| ---------------------- | ------------- | ---------------- | ---------- |
| Especialista de missão | Shannon Lucid | 188d 04h 00m 09s | STS-76     |